# Neuroprotección
El término neuroprotección hace referencia al efecto de cualquier sustancia o molécula química o biológica, con efectos protectores en el sistema nervioso que previenen, mitigan o retrasan los procesos neurodegenerativos propios de enfermedades como el alzhéimer o lesiones cerebrales. Los compuestos neuroprotectores evitan la muerte de las neuronas (apoptosis) o su degeneración.
Actualmente, existe un amplio interés en la aplicación de neuroprotectores para prevenir y tratar un amplio número de enfermedades del sistema nervioso central, tales como la enfermedad de Alzheimer, Parkinson, esquizofrenia, apoplejía y síndromes derivados de conmoción cerebral.

## Tipos
Hay una variedad de agentes neuroprotectores identificados a través de una o más de los siguientes mecanismos de acción:
- Antiapoptosis; inhibidores de la caspasa.
- Antiinflamatorios.
- Antioxidantes (por ejemplo, la minociclina).
- Agentes bloqueadores del receptor del ácido glutámico; antagonistas de los receptores NMDA (por ejemplo, el acamprosato); agonistas de los receptores GABA.
- Factores tróficos - CNTF, IGF-1, VEGF, GDNF.
- Inhibidores de la β-secretasa (para combatir el Alzheimer
- Agentes anti-proteínicos de agregación.
- Aumento de energía libre cerebral (por ejemplo, creatina o coenzima Q10).